# Mbanglanga
Mbang langa est un village de la commune de Belel situé dans la région de l'Adamaoua et le département de la Vina au Cameroun.

## Population
En 2015, Mbang langa comptait 736 habitants dont 374 hommes et 362 femmes. En termes d'enfants, le village comptait 79 nourrissons (0-35 mois), 13 nourrissons (0-59 mois), 46 enfants (4-5 ans), 172 enfants (6-14 ans), 136 adolescents (12-19 ans), 255 jeunes (15-34 ans).